# Götaverken

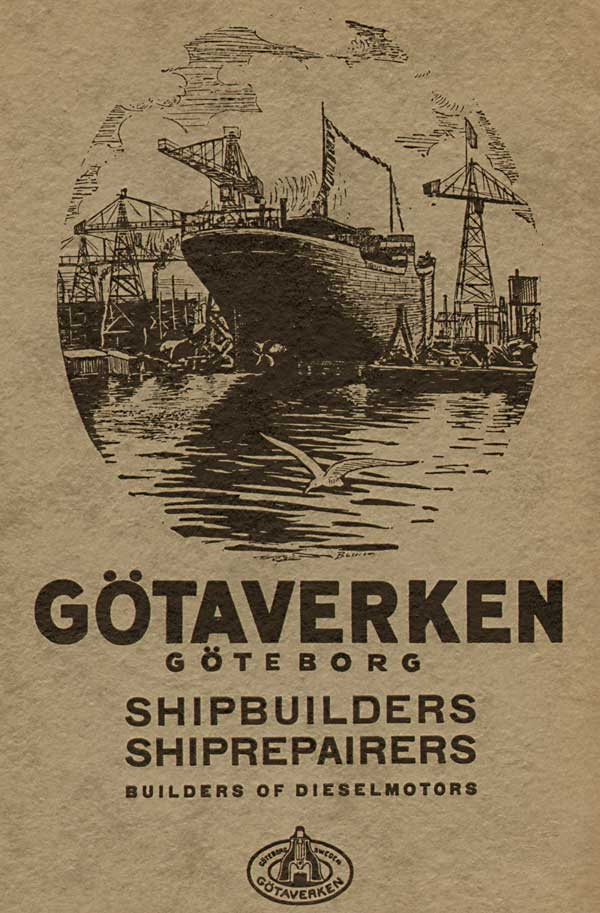
Anúncio da Götaverken em 1934

A Götaverken foi uma empresa de construção naval localizada em Hisingen, Gotemburgo. Durante a década de 1930, foi o maior estaleiro do mundo em tonelagem bruta. Foi fundada em 1841 por Alexander Kieller, sob o nome de Kiellers Verkstad sendo renomeada, em 1867, para Göteborgs Mekaniska Verkstad. A empresa faliu em 1989, porém continuou na forma de um pequeno porto até 2014 quando faliu definitivamente.